# Nahalal

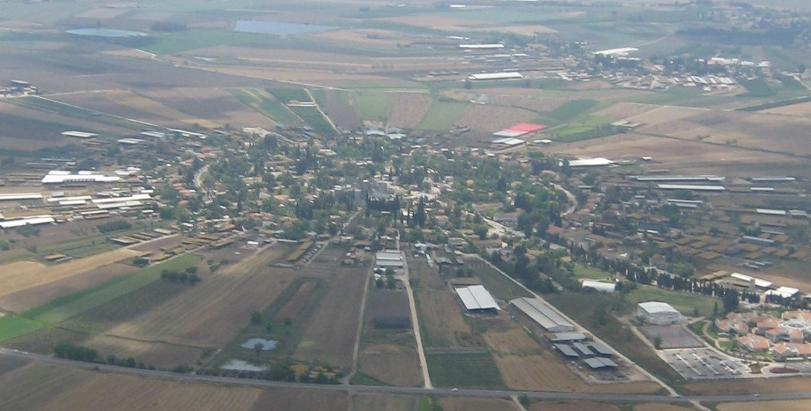
Nahalal.

Nahalal (hebreiska נהלל) är en moshav i norra Israel. Nahalal, som grundades 1921, hade 750 invånare år 2008.